# 1191. grenadirski polk (Wehrmacht)
1191. grenadirski polk (izvirno nemško 1191. Grenadier-Regiment; kratica 1191. GR) je bil pehotni polk Heera v času druge svetovne vojne.

## Zgodovina
Polk je bil ustanovljen 26. avgusta 1944 kot sestavni del 577. ljudskogrenadirske divizije; še v času oblikovanja so polk preimenovali v 115. grenadirski polk.